# Venezuela i olympiska vinterspelen 2014
Venezuela deltog med en deltagare vid de olympiska vinterspelen 2014 i Sotji. Landets deltagare erövrade ingen medalj.

## Alpin skidåkning
- Antonio José Pardo